# Калинівка (Роменський район)
Кали́нівка (МФА: [kɐˈɫɪɲiu̯kɐ] ( прослухати)) — село в Україні, Сумській області, Роменському районі. Населення становить 577 осіб. Входить до складу Роменської міської громади. До 2020 орган місцевого самоврядування — Миколаївська сільська рада.

## Географія
Село Калинівка розташоване на лівому березі річки Ромен, вище за течією на відстані 3 км — село Рогинці, нижче за течією на відстані 0,5 км — село Миколаївка, на протилежному березі розташовані села Погреби та В'юнне.
По селу тече струмок, що пересихає.

## Історія
Задокументована згадка про Калинівку датується 1654 р., що доведено з церковних книг, які довго зберігалися при церкві, де була спеціальна кімната.
У селі було багато заможних селян, вихідців із козаків. Після Полтавської битви (8 липня 1709 р.) зі шведами за Петровськими грамотами прибули вільні козаки для постійного місця проживання. У грамоті писалося, що вільні козаки можуть поселятися де завгодно на Україні з наділом. Так у с. Калинівка осіло більше 20 сімей вільних козаків з прізищами Бойко, Бабенко, Миколенко, Деркач, Михно, Козаченко та ін. Вільні козаки займалися хліборобством, скотарством. До колективізації у селі налічувалося 2000 голів овець, 160 робочих коней. На території села було 11 вітряків і 1 водяний млин.
Поселення набуло форми видовженого кола з вузенькими вуличками (2 км — довжина, 1,5 км — ширина). Вулички мали назви: Крамарівка, Середня, Стовпівка, Біжавка, Кошиківка, Грушина. С.Калинівка було Хмелівської волості, Роменського повіту, Полтавської губернії.
У селі не було жодного магазину, за винятком маленької пивної, де продавалися товари першої необхідності в малій кількості (керосин, дьоготь, горілка, сіль, сірники). Остання така лавочка-шинок належала Яковенку Оникію Йосиповичу.
У центрі села на найвищому місці була збудована дерев’яна церква Покрови в 1763 році. У храмі було 2 престоли: на першому поверсі — престол Покрови, на другому — престол Варвари Великомучениці. Десь у середині XVIII ст. престол Варвари був замінений на престол Трійці (Бог — Отець, Бог — Син, Бог — Святий Дух). На площі біля церкви була огорожа, великий сад, вікові клени і липи. Храм мав 4 куполи зеленого кольору з хрестами. Будівництво церкви (з пиляних дубових брусів) з дзвіницею було закінчено у 1769 році. Висота церкви з куполами дорівнювала 45 м на балках було закріплено 6 дзвонів (2 великих і 4 малих). При церкві було 2 хори (півча). Як значиться у Довідковій кліровій книзі Полтавської єпархії за 1912 рік у храмі служили: священики Іван Григорович Григоренко та Андрій Георгійович Галковський, псаломщик Семен Гречка, церковний староста — козак Авраамій Сербин. У 1936 році комуністи закрили церкву.
Перша школа в селі була збудована у 1902 році і мала 4 класи. Першим вчителем був Сорока Іван Федорович.
До перевороту 1917 року у селі було 240 дворів.
Під час примусової колективізації на Урал були вислані сім'ї Бабки Василя, Якименка Василя, Бартошів, Шкетів та ін. У 1929—1931 р.р., коли закінчилася колективізація, у селі було 2 колгоспи: ім. Сталіна (голова — Бабенко Сахрон Петрович) і «Нове життя» (голова — Кривогуз Трохим Семенович). Пізніше колгоспи укрупнилися і утворили один — «Нове життя» (до 1959 р.)У 1939 році церкву розібрали і почали будувати клуб, закінчили будівництво у 1949 році
Село постраждало внаслідок геноциду українського народу, проведеного урядом СССР 1932—1933 та 1946—1947 роках.
У 1941—1943 році село було під контролем німецьких військ.
12 червня 2020 року, відповідно до розпорядження Кабінету Міністрів України № 723-р «Про визначення адміністративних центрів та затвердження територій територіальних громад Сумської області», село увійшло до складу Роменської міської громади.
19 липня 2020 року, в результаті адміністративно-територіальної реформи та ліквідації Роменського району(1930—2020), увійшло до складу новоутвореного Роменського району.

## Політика

### Парламентські вибори, 2019
На позачергових парламентських виборах 2019 року у селі функціонувала окрема виборча дільниця № 590513, розташована у приміщенні клубу.
Результати
- зареєстровано 323 виборці, явка 65,63%, найбільше голосів віддано за «Слугу народу» — 47,37%, за Всеукраїнське об'єднання «Батьківщина» — 15,79%, за Радикальну партію Олега Ляшка — 9,09%[5]. В одномандатному окрузі найбільше голосів отримав Максим Гузенко (Слуга народу) — 37,93%, за Дмитра Кірюхіна (Сила і честь) — 20,69%, за Анатолія Кобзаренка (самовисування) — 10,84%[6].

## Соціальна сфера
- Будинок культури.

## Відомі люди

### Відомі уродженці
- Кононенко Олександр Володимирович (1994—2022) — майор Збройних Сил України, учасник російсько-української війни, що загинув у ході російського вторгнення в Україну в 2022 році[7].
- Крамаренко Сергій Макарович (1923–2020) — радянський льотчик-ас, брав участь у Другій світовій війні та війні у Кореї (1950—1953). Герой Радянського Союзу(1951).
- Пічентов Данило Микитович (1731—1776) — український живописець.